# شهرستان توپ‌قره‌غان
شهرستان توپ‌قره‌غان (به قزاقی: Түпқараған ауданы، ءتۇپقاراعان اۋدانى) یک شهرستان در قزاقستان است که در استان مین‌قشلاق واقع شده‌است. شهرستان توپ‌قره‌غان ۲۲٬۸۳۵ نفر جمعیت دارد.